# Electroputere
Electroputere S. A. — румынская компания, базирующаяся в Крайове. Основана в 1949 году, это одна из крупнейших промышленных компаний Румынии. Компания Electroputere произвела более 2400 тепловозов и 1050 электровозов для железных дорог Румынии, Болгарии, Китая и Польши, а также произвела другие городские транспортные средства и сложное оборудование.

## Продукция
Electroputere в настоящее время производит:
- Промышленные электрические детали — автоматические выключатели, трансформаторы и т. д.
- Промышленные электродвигатели и преобразователи
- Силовые трансформаторы для тяжелых условий эксплуатации
- Железнодорожный и городской транспорт.

Также у них есть подразделения, специализирующиеся на:
- Ковка и литье металла
- Ремонт оборудования
- Модернизация инструментов.

## Электровозы и тепловозы

### Экспортные заказы
В период с 1972 по 1991 год за границу было поставлено 1105 локомотивов:
- Болгария
- КНР
- Греция
- Иран
- Польша
- Великобритания
- Югославия

Одним из наиболее значимых зарубежных заказов компании были тепловозы класса 56 для British Rail. 30 локомотивов были переданы компании Electroputere на аутсорсинг, поскольку Brush Traction не смогла построить их на своем заводе; но по прибытии в Великобританию тепловозы были непригодными для эксплуатации, во многом из-за плохих строительных стандартов, и их пришлось основательно перестроить. (Однако румынские локомотивные бригады, проводившие их испытания, сочли их вполне пригодными для эксплуатации в Румынии).
В 1955—1959 годах компания Electroputere выпустила трамвай V54, который доставили в города Бухарест, Тимишоара и Орадя. Трамваи, не прошедшие модернизацию, работали до 1989 года, в то время как большая часть вагонов работала в Бухаресте, составляли основу в 1960-х годах (позже они прошли модернизацию в 1976—1982 годах и работали до июня 2000 года). В период с 1994 по 1996 годы Electroputere также совместно с FAUR модернизировали несколько вагонов метро Astra IVA для работы на линии M2 Бухарестского метро, проект в конечном итоге провалился, и синие комплекты IVA так и не были введены в эксплуатацию. Также в период с 1997 по 2002 год компания Electroputere вместе с FAUR модернизировала 13 трамваев V3A, причем первые три из них получили оборудование Holec (Holland Electric).
Основным железнодорожным подвижным составом по классификации румынских железнодорожных заводов, были тепловозы LDE 2100 и LDE 3000/4000, электровозы LE 5100, которые главным образом поставлялись румынским железным дорогам и на экспорт. Помимо последних, которые были сняты с производства в середине 1990-х — начале 2000-х годов из-за их неэкономичности и повышенного расхода топлива, LDE 2100 и LE 5100 составляют основу сети румынских железных дорог.

### Фотогалерея

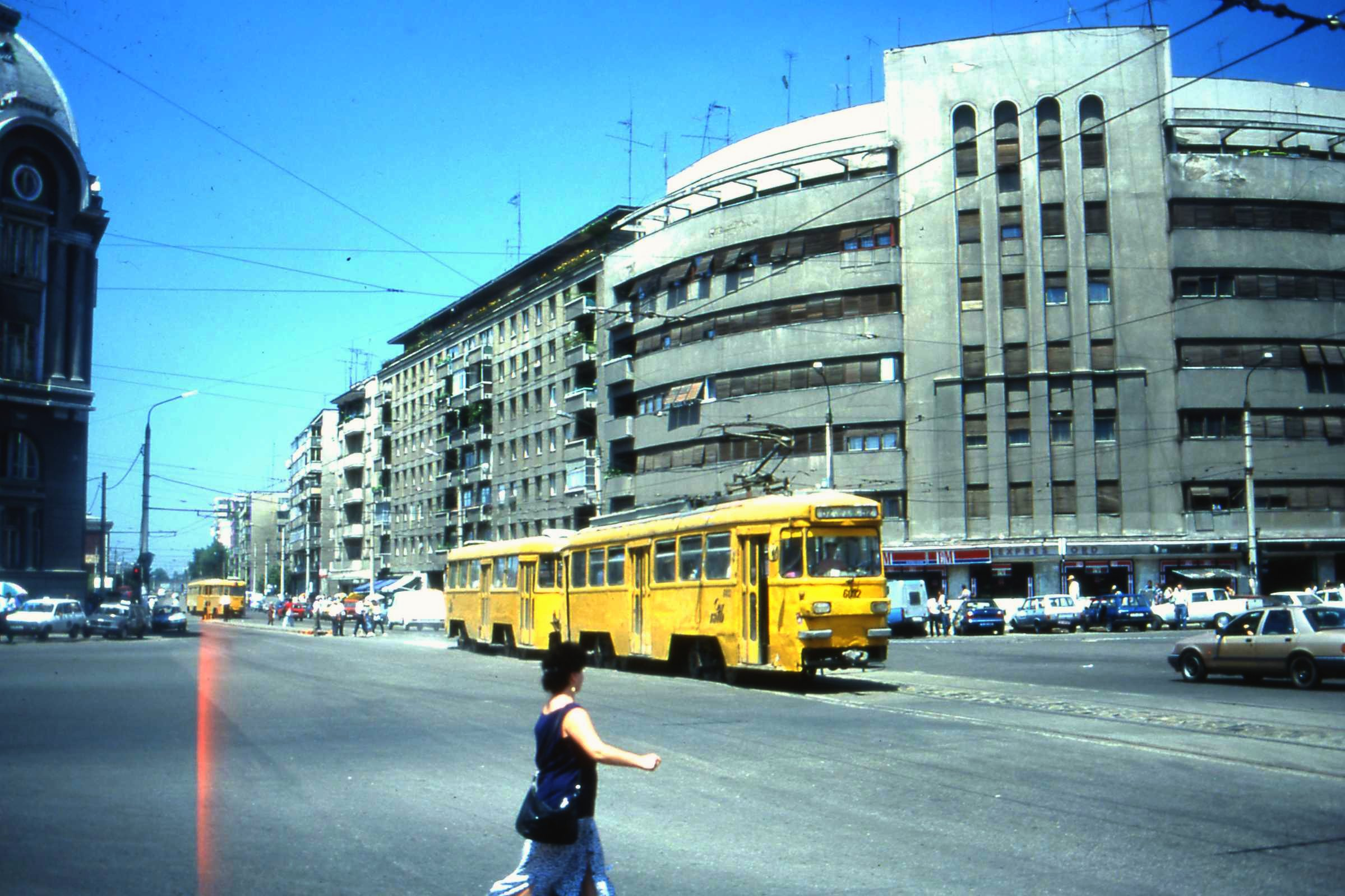
1954: На заводе Electroputere в рамках первого крупного заказа для трамвайной сети Бухареста производится трамвай V54, который поступает в эксплуатацию в 1955 году (на изображении модернизированный образец 1978 года).
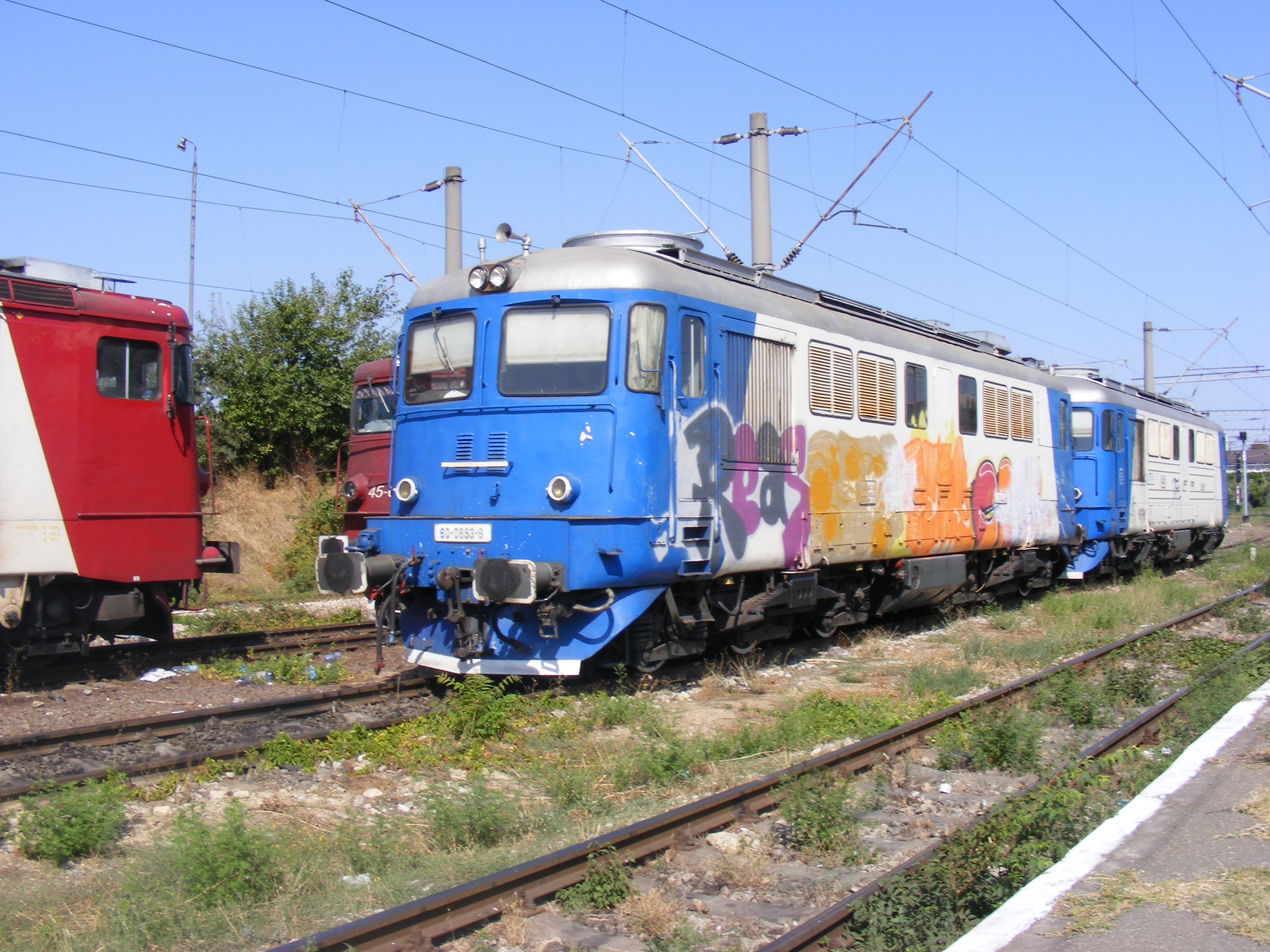
1959: Тепловоз LDE 2100 (производится по лицензии SLM, Sulzer, Oerlikon, BBC).
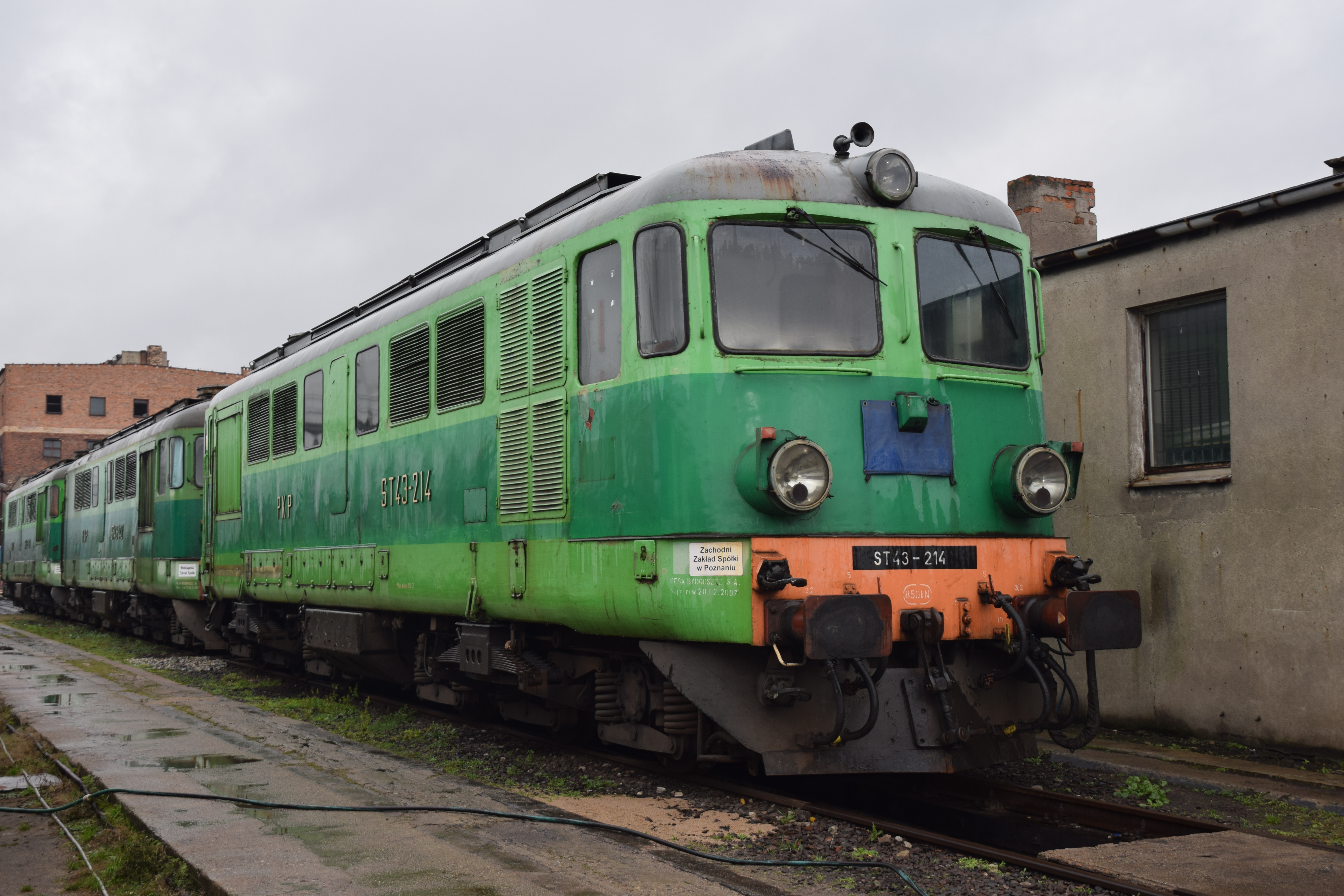
1965: Electroputere начинает поставки своих первых экспортных (дизельных) тепловозов в Польшу (PKP ST43).
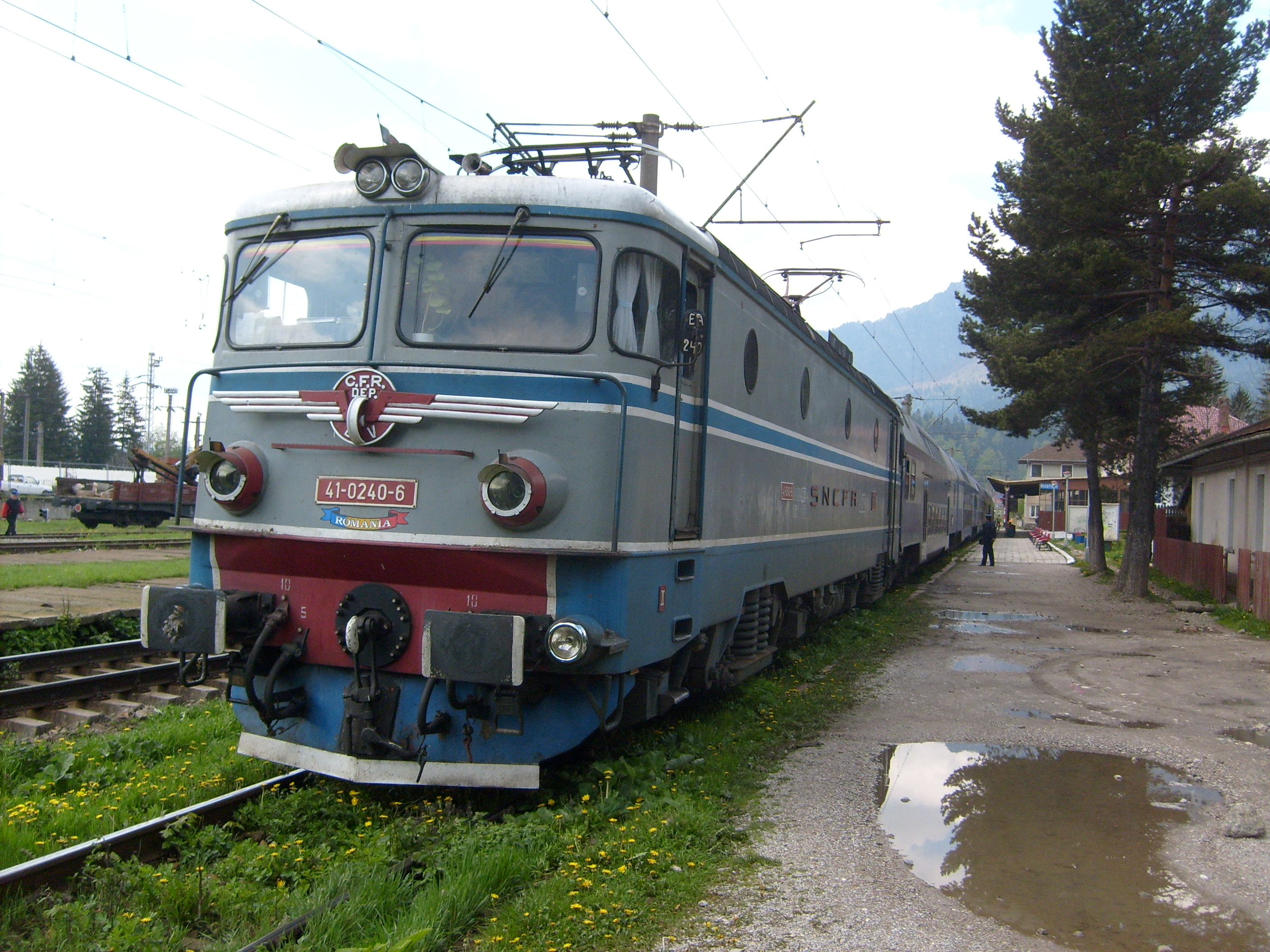
1967: Электровоз LE 5100 (производится по лицензии ASEA и NOHAB).
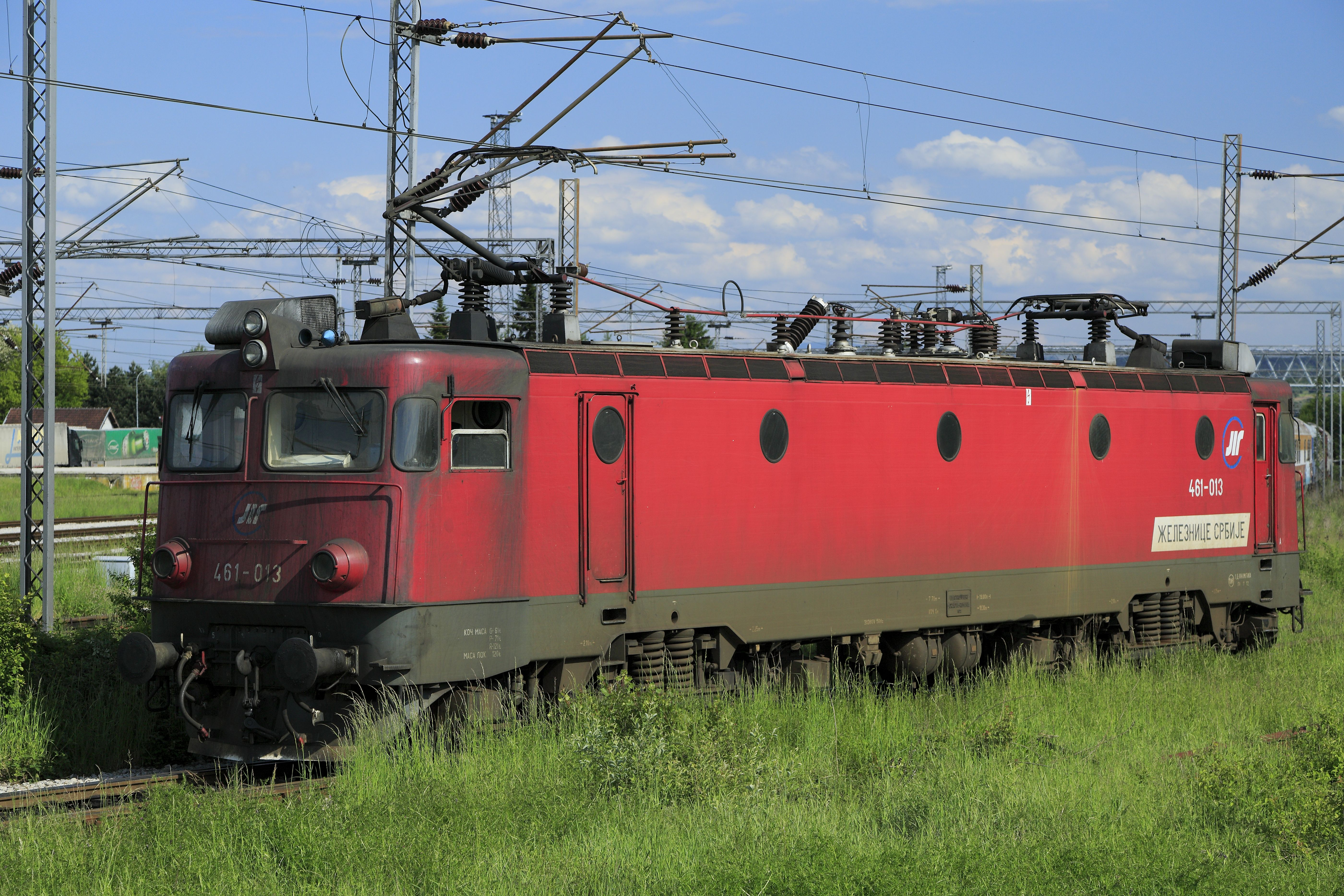
1971: Начинается экспорт первых электровозов: локомотивы JŽ 461 поставляются в Югославию для эксплуатации на железнодорожной линии Белград-Бар.

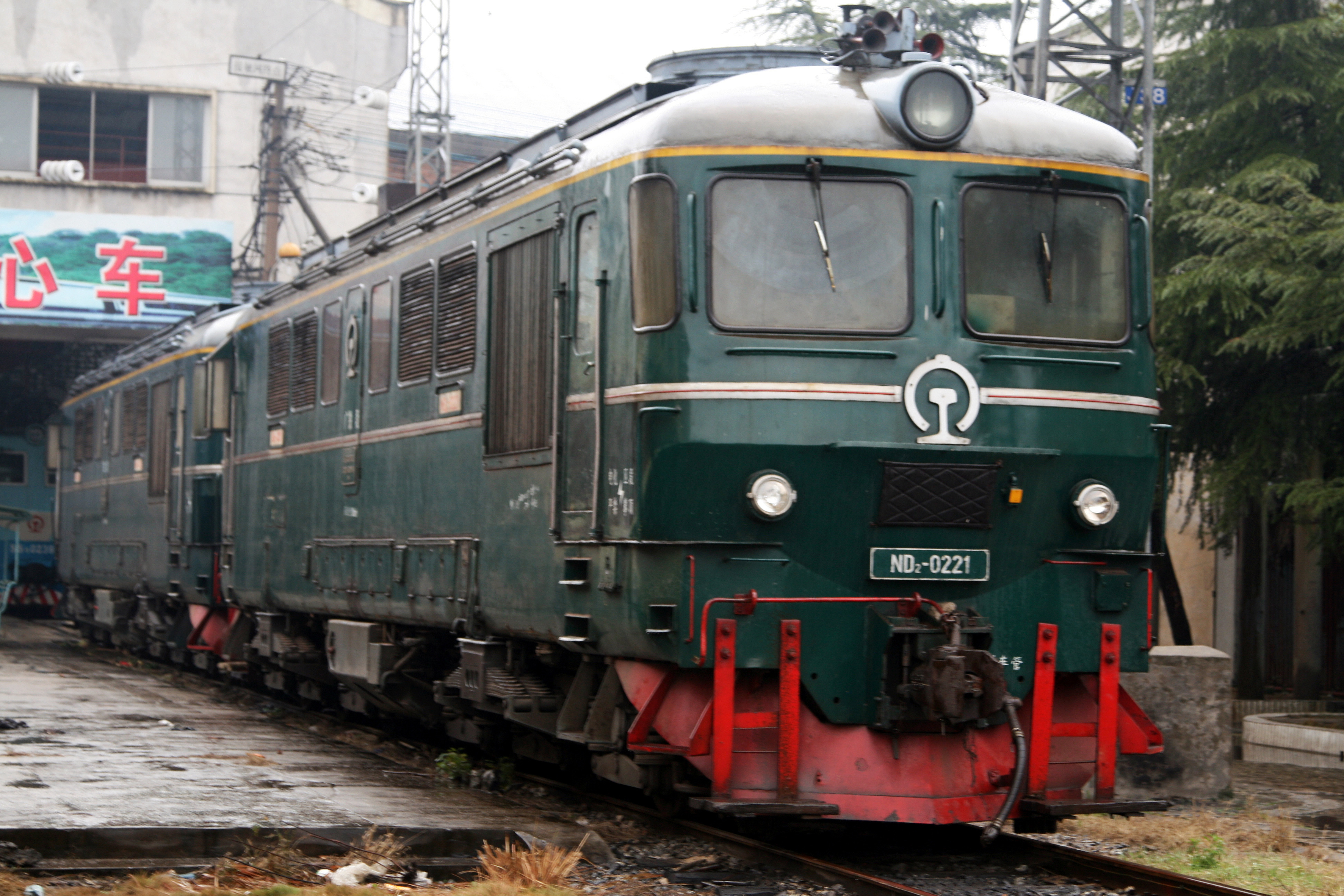
1972: Electroputere начинает выпуск 284 тепловозов на основе конструкции LDE 2100, известной как ND2, предназначенных для железных дорог Китая
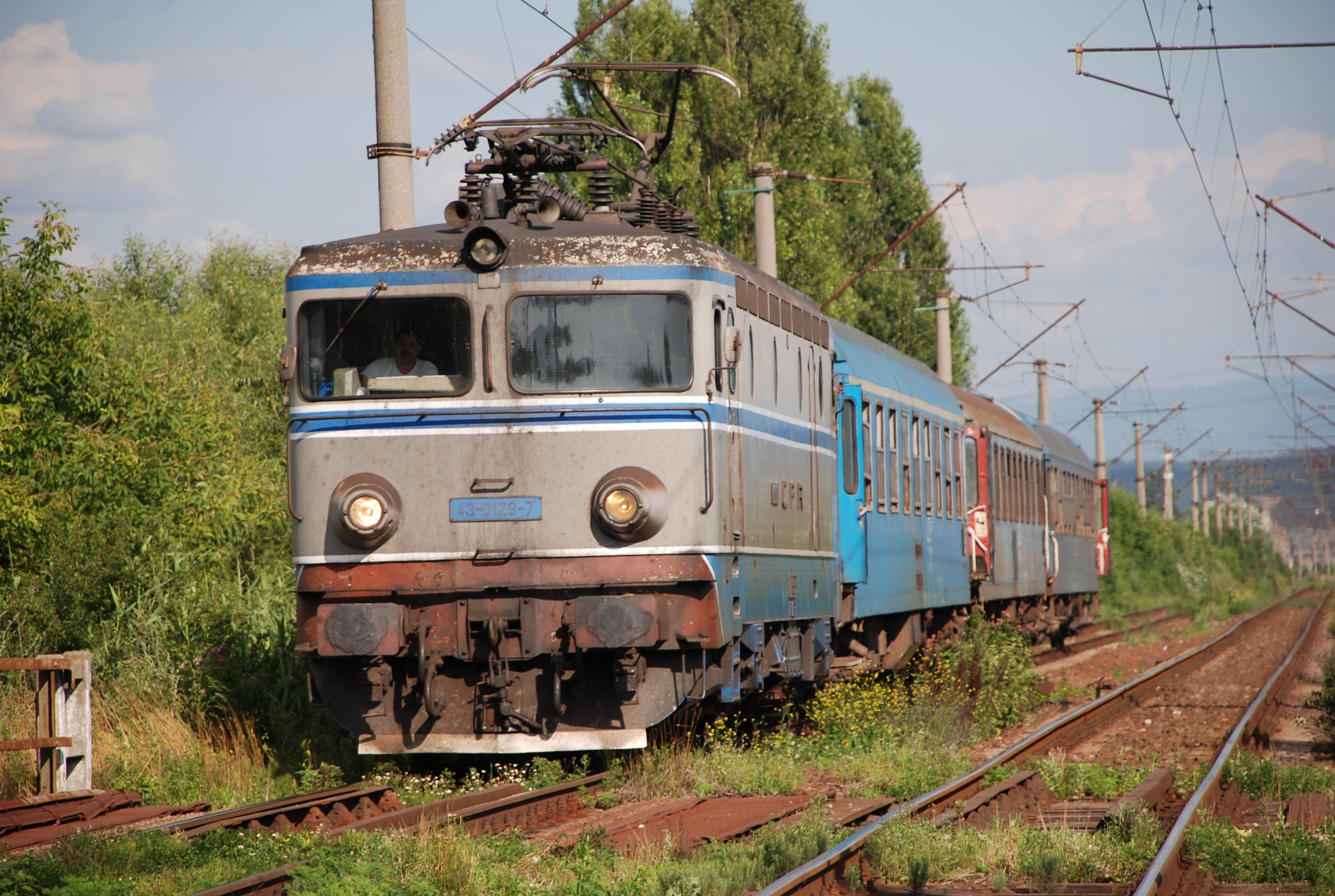
1973: Electroputere Craiova и UCM Reșita подписывают соглашение о производстве LE 3400, местного варианта JŽ 441, производимого Rade Končar и Simmering-Graz-Pauker.
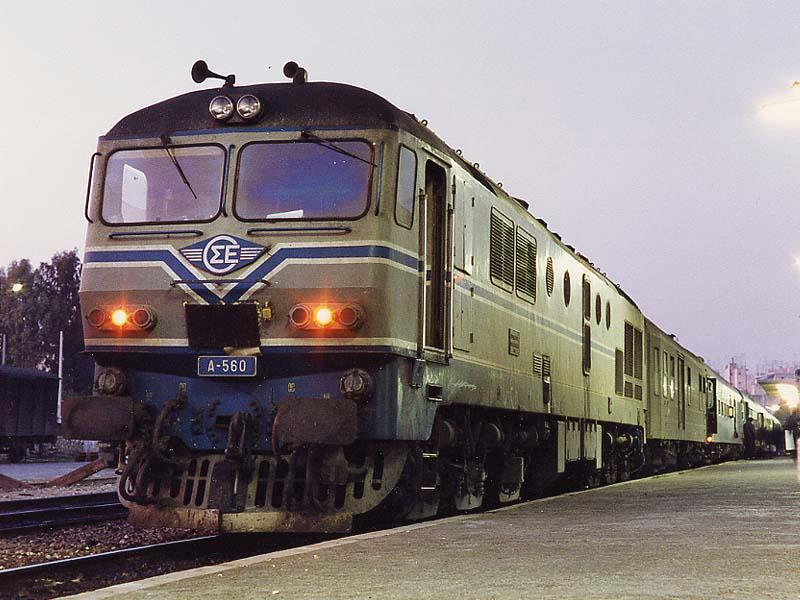
1975: Electroputere разрабатывает тепловозы LDE 3000 и LDE 4000 с использованием двигателей ALCO американского производства, произведенных в UCM Reșita. На фотографии изображен LDE 4000 постройки 1982 года, работающий на Греческих железных дорогах.
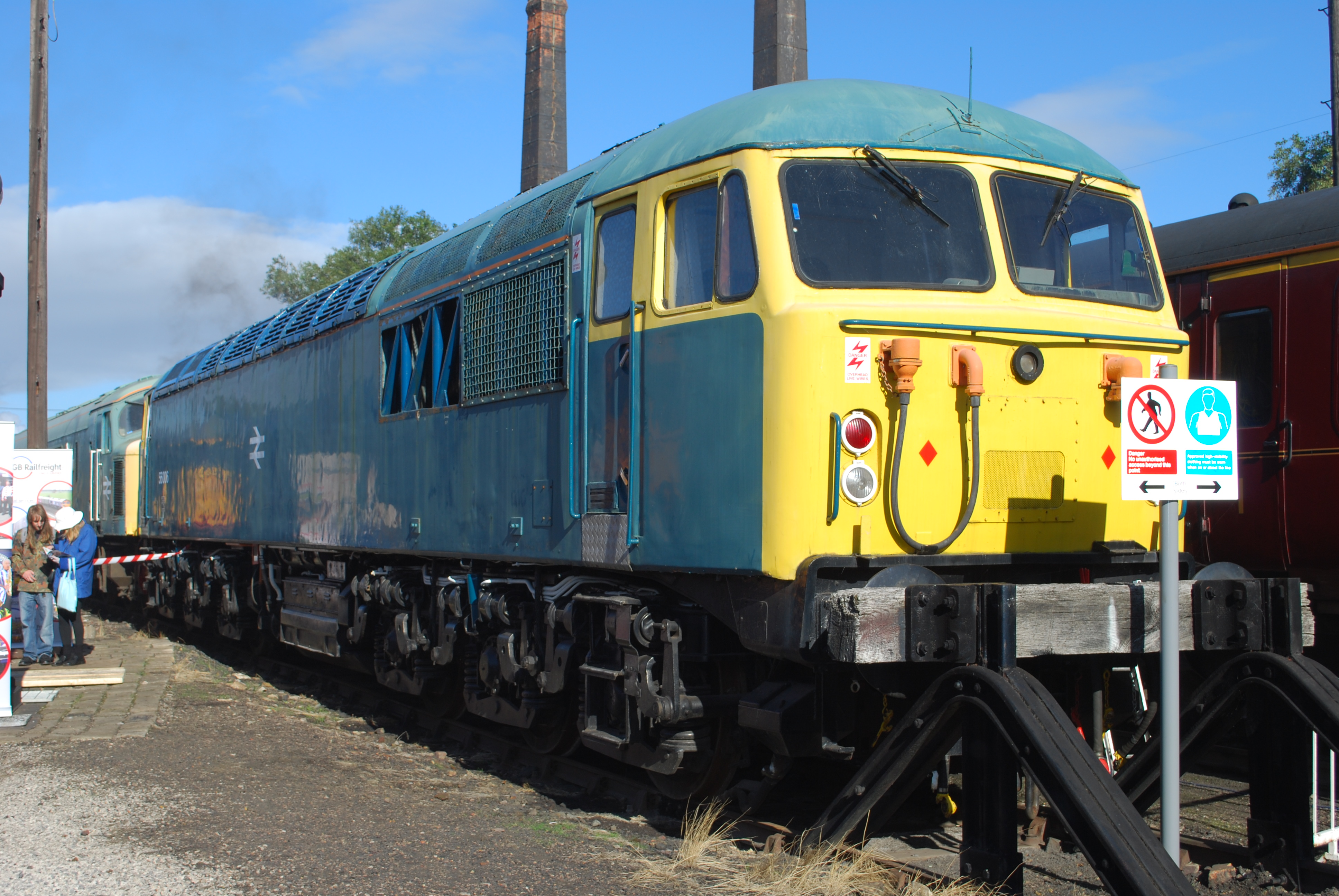
1976: По самому важному заказу на тот момент Electroputere поставила 30 тепловозов LDE 3500, известных как BR Class 56.
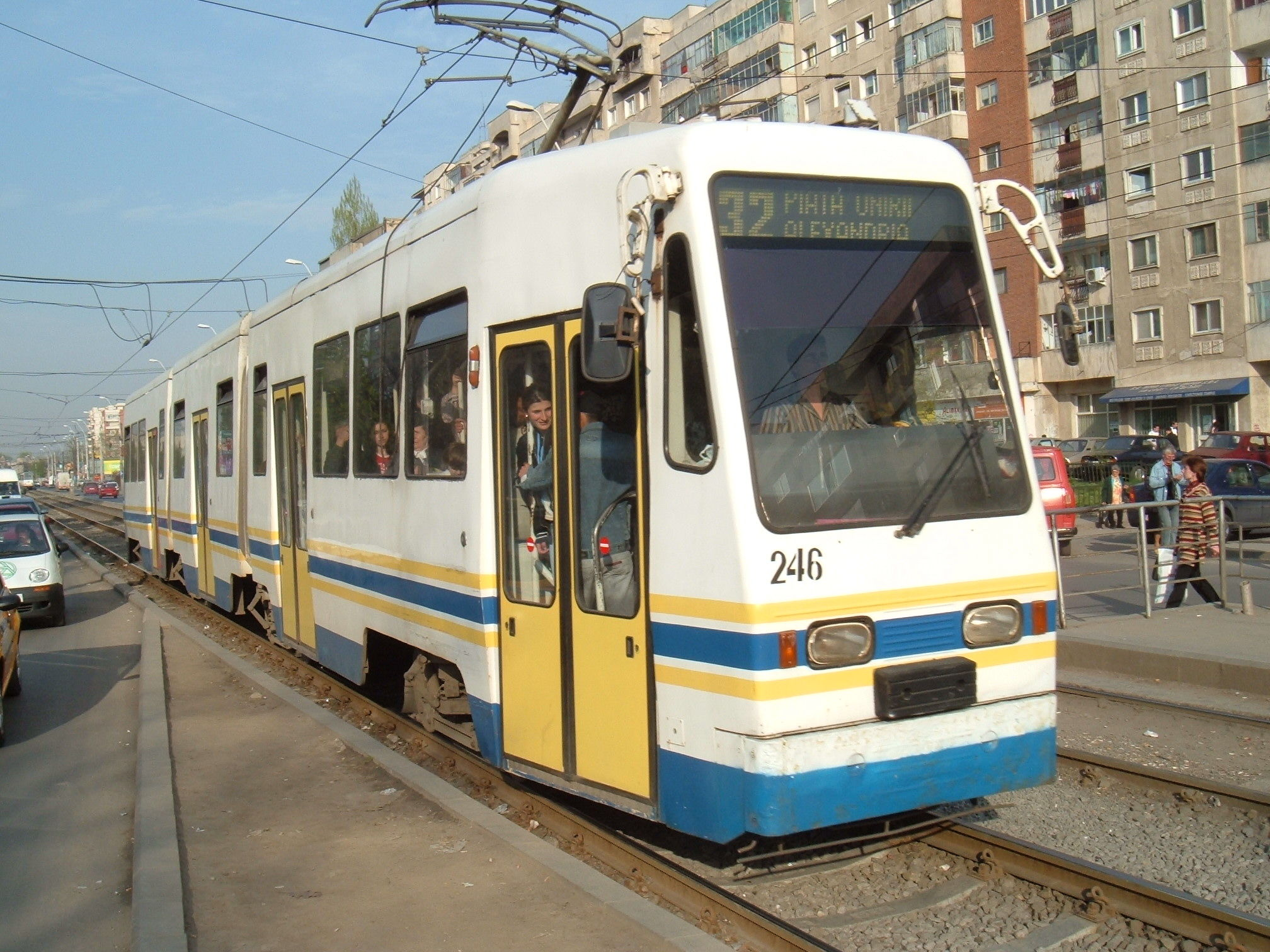
1997: Вместе с FAUR Electroputere по программе модернизации V3A обновлено 13 трамваев, 10 из которых используют оборудование румынского производства.